# Formannskapsdistrikt
Formannskapsdistrikt (slovensko lokalna samoupravna skupnost) je naziv norveških samoupravnih skupnosti, uzakonjenih 1. januarja 1838. 
Sistem samoupravnih skupnosti je nastal v skladu z zakonom, ki ga je potrdil norveški parlament in 14. januarja 1837 podpisal kralj Karel XIV. Ivan Švedski.  Zakon o  samoupravnih skupnostih je izpolnil določila Norveške ustave, ki so zahtevala, da mora biti od 1. januarja 1838 vsaka župnija (norveško prestegjeld) hkrati tudi formannsskapsdistrikt. Župnije Norveške državne cerkve so s tem postale tudi posvetna upravna okrožja. Nekaj župnij je bilo razdeljenih tudi v dve ali celo tri okrožja. V celi državi je bilo skladno z zakonom ustanovljenih 396 formannsskapsdistriktov, razdeljenih v več kategorij:
| Število občin | Kategorija                                               |
| ------------- | -------------------------------------------------------- |
| 25            | mesto/naselje                                            |
| 3             | mesto/naselje z okolico                                  |
| 12            | trg/trgovska postaja (ladested)                          |
| 1             | podeželsko okrožje z dvema (zelo majhnima) pristaniščema |
| 3             | podeželsko okrožje z majhnimi pristanišči                |
| 1             | pristanišče in pomorska baza                             |
| 1             | podeželsko okrožje z rudarskim mestom                    |
| 350           | podeželsko okrožje                                       |

## Zgodovina
Uvedba samouprave v podeželska okolja je pomenila veliko politično spremembo. Tako nastala norveška kmečka kultura (norveško bondekultur) je postala simbol nacionalističnega upora proti prisilni zvezi s Švedsko. Zakonodaja iz leta 1837 je dala mestom in podeželju enake institucije, ki so za velika mesta pomenile majhno spremembo, za podeželska okolja pa velik napredek. Zgodovinar Ernst Sars spremembe primerja kar z novo ustavo.
Državna zakonodaja iz leta 1853 je formannsskapsdistrikte preoblikovala v občine (norveško herred). Ustanovljeni sta bili dve vrsti občin: "podeželske občine" in "mesta" (ali  "trgi").  Vsaka občina je morala izvoliti občinski svet z najmanj 12 in ne več kot 48 člani. Člani občinskega sveta so iz svojih vrst izvolili četrtino članov v občinski odbor, ki je skupaj z lokalnim magistratom predpisoval takse in predlagal izboljšave, ki bi jih bilo treba uvesti v občini. Lokalni predsednik je predstavljal svojo občino na državni ravni.
Podrejena kategorija lokalnih skupnosti so bila "majhna morska pristanišča" (lossested ali ladested) z monopolom za uvoz in izvoz blaga, ki so obsegala  pristanišče in bližnjo okolico. V to kategorijo so spadala na primer pristanišča za izvoz lesa in uvoz žita.  Izvoz pridelkov lokalnih kmetij in lesa je moral potekati preko pooblaščenih trgovcev na odkupnih mestih ali v samem pristanišču.  S takšnim sistemom trgovanja se je izredno zmanjšalo tihotapljenje lesa in povečali prihodki državnega proračuna.
Zakon o lokalni samoupravi je veljal do leta 1936. Tega leta je bilo z novim zakonom ustanovljenih 682 podeželskih (landkommuner) in 65 mestnih občin (bykommuner). 43 mestnih občin je dobilo status mesta (kjøpstad) 22 pa status izvozno/uvoznega pristanišča (ladested). 
V drugi polovici 20. stoletja so se razlike med različnimi kategorijami lokalnih skupnosti zmanjšale, dokler niso bile z zakonom iz leta 1992 povsem ukinjene. Vse sedanje norveške samoupravne lokalne skupnosti so zdaj preprosto občine (kommuner).